# Талан Світлана Олегівна
Світлана Олегівна Талан (7 березня 1960, Слоут Глухівського району, Сумщина) — українська письменниця, авторка романів в жанрі «реальних історій», відомих в Україні та за її межами (Канада, Казахстан, Росія, Білорусь). Членкиня Національної спілки письменників України (2014). Золота письменниця України (2015).

## Життєпис
Народилася в родині сільських вчителів. З п'ятнадцяти років почала працювати позаштатною кореспонденткою районної газети. Згодом працювала вихователькою у дитсадку, пізніше — учителем початкових класів.
У 1975 році закінчила восьмирічну школу в селі Перемога Глухівського району Сумської області. Продовжила навчання у Баницькій середній школі.
У 1979 році перебралася жити до сходу України — до м. Сватове, а з 1989 до 2022 жила у Сєвєродонецьку, Луганської області.
3 березня 2022 року покинула Сєвєродонецьк, оселилася у Миколаєві Львівської області
У 1983 році закінчила Глухівський педагогічний інститут.
У шлюбі, одружена з 26 вересня 2006 року.

## Творчість
Світлана Талан пише романи у жанрі «реальні історії», які їй підказує саме життя. Усі твори на гостросоціальну тематику, незмінним залишається одне: головна героїня її книжок — жінка-українка, сильна духом, зворушлива, ніжна, чуттєва, яка іноді помиляється, але її завжди веде за собою кохання: до чоловіка, до дітей, до батьківщини.
Роман Світлани Талан «Не вурдалаки» за визначенням «Книга року» увійшов до обраного списку «Красне письменство» у 2013 («Сучасна українська проза»).
У незалежному опитуванні та голосуванні романи письменниці «Коли ти поруч», «Розколоте небо» та «Оголений нерв» увійшли до тридцятки кращих творів останнього десятиліття. Роман «Оголений нерв» увійшов в десятку творів, написаних бездоганною українською мовою.
Обласною бібліотекою для юнацтва м. Івано-Франківська був проведений моніторинг рейтингу «Краща книга року в молоді Прикарпаття-2015» і роман С. Талан «Оголений нерв» було визнано найкращим у номінації «Сучасна українська проза». Цей же роман письменниці потрапив до 7-ки «Топ-книг для тих, хто насолоджується читанням українською мовою».
Два романи авторки «Матусин оберіг» та «Букет улюблених квітів» знаходиться серед десяти кращих книг сучасності (2019). А за підсумками 2019 р. роман «Букет улюблених квітів» посів почесне місце серед бестселерів українською.
2020 р. — за опитуванням молодих читачів Івано-Франківщини твори С. Талан були визнані кращими із сучасної української літератури («Матусин оберіг», «Букет улюблених квітів»).
ДНУ «Інститут модернізації змісту освіти» Міністерства освіти та науки України комісією з української літератури Науково-методичної експертизи художнє видання «Розколоте небо» зробило висновок «Схвалити для використання в загальноосвітніх навчальних закладах».
Твори письменниці увійшли до електронних збірників — дитячих: «Новорічна казка», «Подарунки від святого Миколая», «Різдвяна казка», «Бачити серцем», «Абетка професій», «Мами просять пам'ятати» (2019), «Мені тринадцятий минало» (2020) та збірники для дорослих «Відлуння любові».
Ці книги беруть участь в благочинній акції: за їх допомоги письменники України збирають гроші для наших солдат, які зараз виборюють українську незалежність на сході України в зоні АТО.
Спеціально для Всеукраїнського освітньо-культурного проекту «Рідний край у словах і барвах» Світланою Талан створені оповідання для дітей. За результатами роботи підготовано електронну та аудіокниги, які безкоштовно розповсюджено серед загальноосвітніх навчальних закладів та викладено для безкоштовного використання в мережі інтернет. Її твір увійшов до збірки дитячих творів для незрячих дітей «Бачити серцем» (2017 р.), за ним створена аудіокнига.
Твори письменниці надруковані в газеті «Літературна Україна», білорусько-українському альманасі «Основа», Всеукраїнському літературно-мистецькому часописі «Бористен», Всеукраїнському журналі для дітей «Вечірня казка» та ін.
Автор впродовж 2014—2017 років вела постійну рубрику в журналі «Бористен», де щомісяця висвітлювала сучасне життя Донбасу по обидва боки розмежування.
Працювала у складі журі літературних конкурсів: Всеукраїнській премії Олександри Кравченко (Девіль), 2013 р.; Всеукраїнського конкурсу творчої молоді «Літературна надія Дніпра-2013»; Всеукраїнського конкурсу «Літературна надія Дніпра-2015», 2015 р., літературного конкурсу «Золота лоза» (2020).
Видавництво «КСД» у грудні 2023 року на фестивалі Kyiv Book Weekend назвало Світлану Талан лідеркою ТОП-10 продажів українських авторів за 2023 рік у видавництві. Українці придбали понад 9 тисяч примірників її роману «Осіння весна» (1-ше місце).
Та понад 8,8 тис. – «Душа Ніколь» (3-тє місце). А загальний наклад її книжок обійшов деяких іноземних письменників, зокрема, Агату Крісті, Дена Брауна та Анджея Сапковського. Світлана Талан також є абсолютною лідеркою серед запитів бібліотекарів.

## Громадська діяльність
Світлана Талан займає активну громадянську позицію, проводить зустрічі з читачами у Сєвєродонецьку та багатьох містах країни, зустрічається з учасниками АТО, молоддю та учнями, займається просвітницькою діяльністю.
Світлана Талан займається волонтерською діяльністю. Зокрема, нею були анонсовані Всеукраїнські акції по збору книжок для бійців і започатковані бібліотечки у зоні ООС, також збирає і відвозить в зону ССО подарунки захисникам, проводить з ними зустрічі. Письменниця анонсувала збір книжок українською мовою, шкільного приладдя та передала дітям недільної школи «Янголятко» при Свято-Троїцькому соборі УПЦ КП у тимчасово окупованому м. Луганську.
С. Талан в Інтернеті веде свій блог «Інформаційний супротив Світлани Талан».
З вересня 2017 року С. Талан обрана відповідальним секретарем Національної спілки письменників України Луганської області. З липня 2019 р. — в. о. Голови ЛОО НСПУ, 4 листопада 2019 р. звільнена за власним бажанням.
З 8 вересня 2019 року Талан С. О. була обрана до правління Сєвєродонецького міського об'єднання Всеукраїнського товариства «Просвіта» імені Тараса Шевченка.

## Нагороди

### Нагороди та відзнаки за творчу діяльність
- Лауреат конкурсу в номінації «Романи» Всеукраїнського конкурсу романів, кіносценаріїв, п'єс та пісенної лірики «Коронація слова» за роман «Щастя тим, хто йде далі», 2 червня, 2011 р.
- Від фонду «АНТИСНІД» на Всеукраїнському літературному конкурсі «Коронація слова» — переможець у номінації «Роман на гостросюжетну тематику» за роман «Щастя тим, хто йде далі», 2011 р.
- Лауреат конкурсу в номінації «Романи» Міжнародного літературного конкурсу «Коронація слова» за роман «Не вурдалаки», 2012 р.
- Лауреат Другої премії у номінації «Проза» за роман «Зорі, що купаються у річці» у Першому міському літературному конкурсі «Мистецтво слова», 2013 р.
- Грамота Всеукраїнської літературної премії ім. Олександри Кравченко (Девіль) за книгу «Мої любі зрадники», 2013 р.
- Грамота учасника ІХ Всеукраїнського творчого конкурсу, присвяченого пам'яті лікаря-письменника Юрія Єненка «Борітеся — поборете» від Луганської обласного благодійного фонду ім. Ю. Єненка «За небайдужість, гуманізм, добро» (роман «Коли ти поруч»), 2013 р.
- Лауреат першого місця в номінації «Твори для дітей віком від 5 до 10 років» за казку «Таємниця блакитного кристалу» на Відкритому міському творчому конкурсі, 2014 р.
- Диплом Другого ступеня літературного конкурсу ім. письменника Михайла Селезньова «За найкращий документально-художню публікацію про діяльність ветеранів та ветеранських організацій за книгу „Не вурдалаки“, 2014 р.
- Лауреат спеціальної відзнаки „Вибір видавців“ в номінації „Романи“ за роман "Розколоте небо" на Міжнародному конкурсі „Коронація слова“, 2014 р.
- Лауреат Першого етапу міжнародного конкурсу малої прози „Белая скрижаль-2013“ у номінації „Ти і я“ за оповідання „І щоб ніхто і ніколи…“, 2014 р.
- Грамота Всеукраїнського літературної премії ім. Олександри Кравченко (Девіль), заснованої Дніпропетровською обласною організацією НСПУ, за роман "Розколоте небо", 2014 р.
- Лауреат премії ім. Олеся Гончара, як переможця конкурсу ім. О. Гончара на кращу публікацію у журналі „Бористен“ за 2014 рік „За вагомий внесок у розвиток сучасної вітчизняної літератури та високохудожні твори, спрямовані на духовне та патріотичне виховання української молоді“, 2014 р.
- Лауреат П'ятого літературного конкурсу ім. Володимира Дроцика у номінації „Прозова книга“ за книгу "Розколоте небо", 2015 р.
- Лауреат премії ім. Василя Юхимовича за книгу „Оголений нерв“, 2015 р.
- Друге місце у номінації „Проза“ на Всеукраїнському літературному конкурсі „Відродження Дніпра“, 2015 р.
- За літературними підсумками 2015 року Лауреат у номінації „Проза“ за роман на тему російсько-української війни „Оголений нерв“ від Національної спілки письменників України, Інституту літератури НАН України ім. Т. Шевченка, Національного музею літератури України та Київського національного університету ім. Т. Шевченка, 2016 р. (див. копії у додатках).
- Лауреат другого ступеня конкурсу Літературно-наукового фонду ім. Воляників-Швабінських за 2016 рік за роман „Повернутися дощем“ від фундації Українського Вільного Університету у Нью-Йорку (30.08.2017 р.).
- Лауреат Літературно-мистецької премії ім. Пантелеймона Куліша 2019 року за роман „Ракурс“, в якому висвітлюється патріотична боротьба українського народу за свободу та незалежність[13].
- Лауреат Міжнародного конкурсу Невідома українська література» (друге місце) за твір «Він стояв за самостійну Україну» (Канада, Монреаль, 2018).
- 20. Відзнака Всеукраїнського літературного конкурсу прозових україномовних видань «Dnipro-book-fest» у номінації «Прозові твори (романи/повісті) за книгу „раКУРС“ (06.09.2018).
- Сертифікат за участь в Міжнародному конкурсі документального оповідання „Бути людиною“ (11.04.2018).
- Сертифікат на Міжнародному конкурсі „Невідома українська література“ друге місце за твір „Він стояв за самостійну Україну“ (5.04.2018).
- Диплом лауреата конкурсу „Алмазний Дюк“ імені Де Рішельє у номінації публіцистика Невідома українська література» за оповідання про письменника Гордія Брасюка «Він стояв за самостійну Україну» (8.09.2018).
- Відзнака літературного конкурсу прозових україномовних видань «Дніпро-боок-фест» у номінації «Прозові твори» за книгу «Ракурс» (6.09.2018).
- Дипломант Всеукраїнського літературного конкурсу прозових україномовних видань «Дніпро-боок-фест-2019» у номінації «Прозові твори» за книгу «Матусин оберіг» (7.07.2019).
- Спеціальна відзнака Міжнародного літературного конкурсу прозових україномовних видань «Dnipro-Fest» за книгу «Де живе свобода» (м. Дніпро, 10.06.2020).
- Відзнака Міжнародного літературного конкурсу «Коронація слова-2020» «Вибір читачів» за казки «Дива святого Миколая» і «Пригоди Фітрика».
- Медаль «Олександра Довженка» за високохудожні романи «Де живе свобода» та «Де живе свобода. Її полиновий присмак», спрямовані на духовне та патріотичне виховання молоді (2022).

Світлана Талан також отримала відзнаку «Золотий письменник України» (засновники Тетяна та Юрій Логуші), яку отримують письменники, чиї наклади перевершили 100-тисячний наклад творів, написаних українською мовою. Автор займає третю сходинку у рейтингу найпопулярніших письменників України за версією журналу «Фокус» та Рахункової палати України (2013 р.).

### Нагороди та відзнаки за активну громадську позицію, роботу з молоддю та внесок у розвиток літератури
1. Медаль «За жертовність і любов до України» (посвідч. № 4324 від 09.07.2015 р.) від Української православної церкви Київського патріархату за підписом Патріарха Філарета.
2. Відомча відзнака — нагрудний знак «Народні герої» (посв. № 128 від 27.12.2016 р.).
3. Міжнародна патріотична медаль Івана Мазепи за багаторічну просвітницьку та волонтерську діяльність, популяризацію української літератури, формування спільних національних інтересів, незалежності та соборності України (за 2019 р.) посв. № 55.
4. Медаль «Почесна відзнака» від НСПУ" (посв. № 01-20 10.02.2020 р.).
5. Благословенна Грамота та золотий хрест «За заслуги перед Помісною Українською Православною Церквою та побожним народом» від Митрополита Київського і всієї України Епіфанія від 02.03.2020 р.

### Подяки та грамоти
1. Грамота Сєвєродонецької міської ради "За плідну творчу діяльність, активну громадянську позицію, вагомий внесок у розвиток національної свідомості з нагоди 55-річчя від дня народження, 2015 р.
2. Почесна грамота управління культури, національностей та релігій Луганської обласної державної адміністрації "За багаторічну плідну літературну діяльність, вагомий внесок у розвиток сучасної української літератури, високі творчі досягнення та з нагоди 55-річного ювілею, 2015 р.
3. Грамота Сєвєродонецької міської ради "За активну громадянську позицію, плідну письменницьку діяльність, видатні творчі досягнення, 2017 р.
4. Грамота ГО «Народні герої» «За індивідуальний внесок у розвиток Українського суспільства», 2017 р.
5. Присвоєно звання «Почесний громадянин м. Сєвєродонецька» (2017).
6. Подяка за активну громадянську позицію та плідну літературну діяльність зі створення образів сучасних патріотів у романі «раКУРС» (06.09.2018).
7. Присвоєно звання «Почесний Громадянин Березівської об'єднаної територіальної громади» (рішення 30-ї сесії Березівської сільської Ради від 27.07.2018 р.).
8. Подяка за активну громадянську позицію та плідну літературну діяльність зі створення образів сучасних патріотів України у романі «Ракурс» (6.09.2018).
9. Благословенна Грамота за організацію Всеукраїнської благочинної акції «Діти Луганська — діти України» (14.12.2018).
10. Подяка Самбірської районної ради, районної державної адміністрації «За активну громадську позицію у справі відродження національно-патріотичного духу, популяризацію української книги» (2019).
11. Подяка Миколаївської міської ради Львівської обл. «За самовіддану працю в утвердженні української мови і літератури, активну громадську позицію з розвитку громадянського суспільства та національної свідомості» (2019).
12. Грамота «За бездоганну і сумлінну працю на благо рідного міста, усвідомлене почуття відповідальності за доручену справу та з нагоди Міжнародного жіночого Дня 8 Березня» Сєвєродонецької міської ради (№ 68 від 28.02.2020 р.).
13. Грамота відділу культури ВЦА м. Сєвєродонецьк Луганської обл. «За високу професійну майстерність, творчі здобутки, особистий внесок у розвиток культури м. Сєвєродонецька та області» (наказ відділу культури від 25.09.2020 р. № 01-06/65).
14. Почесна грамота Луганської обласної ВЦА «За високу професійну майстерність, сумлінну працю, активну громадську позицію та з нагоди 60-ліття» (С. Гайдай, березень, 2020).